# Gabi Garcia
Gabrielle "Gabi" Lemos Garcia là một nữ võ sĩ chuyên nghiệp người Brazil, với sở trường về Jiu-Jitsu (BJJ, môn võ của người Brazil) và bộ môn vật. Cô đang là thành viên của Lâu đài danh vọng IBJJF.
Gabi Garcia sinh ngày 17 tháng 11 năm 1985. Cô được đào tạo ở São Paulo với Fabio Gurgel, tại đội Liên minh, nơi cô đã đạt được 03 chức vô địch cấp Câu lạc bộ Combat Abu Dhabi và 09 chức vô địch jiu-jitsu Brazil thế giới.
Thành tích thi đấu của Garcia từ Giải vô địch IBJJF World Jiu-Jitsu 2013 (IBJJF) đã chấp nhận bị loại khỏi giải đấu khi cô bị thử nghiệm dương tính với thuốc sinh sản Clomiphene, là chất nằm trong danh sách cấm của USADA. Nhưng sau khi xem xét lại trường hợp của cô, Garcia được phát hiện là không có lỗi trong thử nghiệm dương tính. Sau đó thì không có đình chỉ nào được phán quyết đối với cô.

## Võ thuật tổng hợp
Garcia xuất hiện với tư cách Huấn luyện viên khách mời cho chương trình Wanderlei Silva trong hoạt động The Ultimate Fighter: Brazil 3.
Garcia đã có thời điểm phải lên kế hoạch đối mặt với Megumi Yabushita tại Giải vô địch Real Fight Championship của Nhật Bản. Tuy nhiên, giải đấu này đã trôi qua với cô.
Sau đó, Garcia lại được lên kế hoạch để ra mắt MMA của cô với nữ võ sĩ Jungle Fight vào tháng 3 năm 2015. Tuy nhiên, một lần nữa kế hoạch này cũng đã không xảy ra.
Vào ngày 06 tháng 11 năm 2015, thông báo trong Bellator 145 rằng Garcia sẽ thi đấu với nữ võ sĩ Lei'D Tapa cho Liên đoàn chiến đấu Rizin vào ngày 31 tháng 12 năm 2015. Trận đấu này thì cô đã chiến thắng bởi TKO ở ngay vòng đầu tiên.
Trong cuộc chiến thứ hai của mình để quảng bá hình ảnh, Garcia đã đối mặt với võ sĩ Anna Malyukova tại Liên đoàn chiến đấu Rizin 1 vào ngày 17 tháng 4 năm 2016. Cô đã giành chiến thắng trong trận đấu thông qua đệ trình Armbar ngay ở vòng thứ hai của giải đấu.
Trong cuộc chiến thứ ba với Rizin, nữ võ sĩ Garcia đối đầu với Destanie Yarbrough tại Rizin World Grand-Prix 2016: Vòng 1 vào ngày 25 tháng 9 năm 2016. Cô tiếp tục có chiến thắng nhờ đệ trình Americaana ở ngay vòng đầu tiên của trận đấu này.
Garcia được lên kế hoạch để đối đầu với Shinobu Kandori tại Rizin 4: Rizin Fighting World Grand Prix 2016: Final Round vào ngày 31 tháng 12 năm 2016. Tuy nhiên, nữ võ sĩ Kandori đã rút khỏi trận đấu bởi một cơn sốt do chấn thương và được thay thế bởi nữ võ sĩ Yumiko Hotta. Đấu với võ sĩ này, Garcia đã giành chiến thắng của trận đấu bởi đệ trình TKO ở ngay vòng đầu tiên.
Garcia tiếp tục thi đấu với võ sĩ người Nga Oksana Gagloeva vào ngày 30 tháng 7 năm 2017 tại Rizin 6. Trận đấu kết thúc nhờ một cú chọc mắt xảy ra chỉ 16 giây ở ngay vòng đầu tiên và trận đấu đã sớm dừng lại.
Garcia lên kế hoạch đối đầu với Shinobu Kandori vào ngày 29 tháng 12 tại Rizin World Grand Prix 2017: Vòng 2, Nhưng cuộc thi đấu này đã bị hủy bỏ bởi lý do Garcia bị giảm cân nặng 28 pound  so với quy định của giải đấu.
Garcia thi đấu với võ sĩ Barbara Nepomuceno tại Rizin 14 vào ngày 31 tháng 12 năm 2018 trong một trận đấu hấp dẫn tiêu chuẩn 226lbs. Cô đã giành chiến thắng sau cùng thông qua một đệ trình ở ngay vòng đầu tiên.

## Giải đấu Shoot Boxing
Garcia đã có buổi ra mắt Giải đấu Shoot Boxing vào ngày 7 tháng 7 năm 2017 khi cô có trận thi đấu với Megumi Yabushita tại Shoot Boxing Girl S-Cup 2017. Trận đấu này gặp sự cố khi cả hai lần đánh Yabushita bằng những cú đá bóng bất hợp pháp đối với đối thủ của mình trong lúc đối thủ bị ngã xuống đất.

## Kỷ lục võ thuật
| Phá vỡ kỷ lục chuyên nghiệp |               |        |
| 7 kết quả phù hợp           | 6 chiến thắng | 0 thua |
| Bằng cách loại trực tiếp    | 2             | 0      |
| Bằng cách gửi               | 4             | 0      |
| Theo quyết định             | 0             | 0      |
| Không có cuộc thi           | 1             | 1      |

| Độ phân giải | Ghi lại     | Phản đối           | phương pháp                     | Biến cố                                                       | Ngày                      | Tròn | Thời gian | Vị trí               | Ghi chú                                    |
| ------------ | ----------- | ------------------ | ------------------------------- | ------------------------------------------------------------- | ------------------------- | ---- | --------- | -------------------- | ------------------------------------------ |
| Thắng lợi    | 6 trận0 (1) | Barbara Nepomuceno | Trình (Mỹ)                      | Rizin 14                                                      | Ngày 31 tháng 12 năm 2018 | 1    | 2:34      | Saitama, Nhật Bản    |                                            |
| Thắng lợi    | 5 Phi0 (1)  | Veronika Futina    | Đệ trình (phía sau trần truồng) | Đường FC 047                                                  | Ngày 12 tháng 5 năm 2018  | 1    | 3:49      | Bắc Kinh, Trung Quốc |                                            |
| NC           | 4 Phi0 (1)  | Oksana Gagloeva    | NC (chọc mắt)                   | Vòng khai mạc Rizin World Grand Prix 2017 - Phần 1            | Ngày 30 tháng 7 năm 2017  | 1    | 0:16      | Saitama, Nhật Bản    | Eyepoke khiến Gagloeva không thể tiếp tục. |
| Thắng lợi    | 4 Phi0      | Yumiko Hotta       | TKO (cú đấm)                    | Rizin 4: Rizin Fighting World Grand Prix 2016: Vòng chung kết | Ngày 31 tháng 12 năm 2016 | 1    | 0:41      | Saitama, Nhật Bản    |                                            |
| Thắng lợi    | 3           | Destanie           | Trình (Mỹ)                      | Rizin World Grand-Prix 2016: Vòng 1                           | Ngày 25 tháng 9 năm 2016  | 1    | 2:42      | Saitama, Nhật Bản    |                                            |
| Thắng lợi    | 2 trận0     | Anna Malyukova     | Đệ trình (armbar)               | Liên đoàn chiến đấu Rizin 1                                   | Ngày 17 tháng 4 năm 2016  | 2    | 2:04      | Nagoya, Nhật Bản     |                                            |
| Thắng lợi    | 1-0         | Tapa               | TKO (backfist và cú đấm)        | Rizin Fighting World GP 2015: Iza no Mai                      | Ngày 31 tháng 12 năm 2015 | 1    | 2:36      | Saitama, Nhật Bản    |                                            |

## Liên kết ngoại
- Ibjjf.com
- Bjjheroes.com
- Hồ sơ MARanking (GI)